# Upplands runinskrifter 1176
Upplands runinskrifter 1176, U 1176, är en runsten i rödgrå, finkornig granit, som nu är upprest i en backe cirka 400 meter från landsvägen Heby-Tärnsjö vid Huddunge i Huddunge socken. Höjden är 1,85 m och bredden 1,1 m. Runhöjden är 6 centimeter.
Stenen är första gången omtalad av Johannes Bureus och sägs då finnas i "Huddunge Vti Ängen". I rannsakningarna 1667-84 omtalas stenen vidare: "i Huddungebyen för Erick Andersonss bodhdöör finness liggia een Runnesteen, som för detta skall hafwa stådt i byy Engen på een lijten backa runsteenss backen benemdh, der mycken stenn finness af menniskor lagd såsom grafwar, som förmehnes och af gambla sagt wara een Iättegraf".

## Inskriften
Translitterering av runraden:
kilauk ' uk ' funtin ' litu risa ' stin ' at ' þori ' broþur ÷ sin ÷ uk ÷ ilefr ' uk ' mak
Normalisering till runsvenska:
Gillaug ok Fundinn letu ræisa stæin at Þori, broður sinn, ok Æilifʀ/Æilæifʀ at(?)/ok mag.
Översättning till nusvenska:
Gillög och Funnen läto resa stenen efter Tore, sin broder, och Eliv efter sin svåger (måg).